# Fort de Bron
 (juin 2025).
Le fort de Bron est un ouvrage militaire construit entre 1875 et 1877. Situé sur le territoire de la commune de Bron, il fait partie de la deuxième ceinture de Lyon.

## Histoire
L'histoire du fort est liée à la guerre franco-prussienne de 1870. En effet, à la suite du traité de Francfort qui mettait fin à la guerre de 1870, la France perdait l'Alsace et une partie de la Lorraine, reculant ses frontières. Pour assurer une meilleure défense de Lyon, la construction d'un cordon de forts ceinturant la ville à l'est est décidée : implantation des forts de Bron, de Vancia, Feyzin et du Mont Verdun. Ces forts étaient équipés d'une artillerie importante pour l'époque avec tout ce que cela comportait en matériel, personnel, stockage de poudre.
Lors de la réorganisation défensive de la France en 1874, la commune de Bron se trouve donc comprise dans la couronne de forts détachés, destinés à protéger la place forte de Lyon.
De 1875 à 1885, vont s'édifier successivement sur la commune :
- le fort de Bron, placé sur la hauteur dominant le plaine du Rhône jusqu'à Saint-Priest ;
- les batteries de Lessivas et Parilly ;
- l'enceinte fortifiée avec quatre bastions et les routes de Grenoble.

Seul subsiste le fort de Bron, construit de 1875 à 1877.
Le fort de Bron était complété de deux batteries annexes à Lessivas et Parilly. Mais le progrès de l'artillerie rend rapidement ces forts et donc celui de Bron, inopérants, vulnérables et inadaptés pour une éventuelle défense de Lyon.
De plus la Première Guerre mondiale n'ayant pas concerné cette région, ce fort n'est utilisé que comme caserne et entrepôt de matériel. Pendant la Seconde Guerre mondiale, les Allemands l'utilisent comme prison. L'armée l'utilise jusqu'en 1962 comme annexe de la base aérienne jusqu'à son déclassement en 1963.

## Caractéristiques

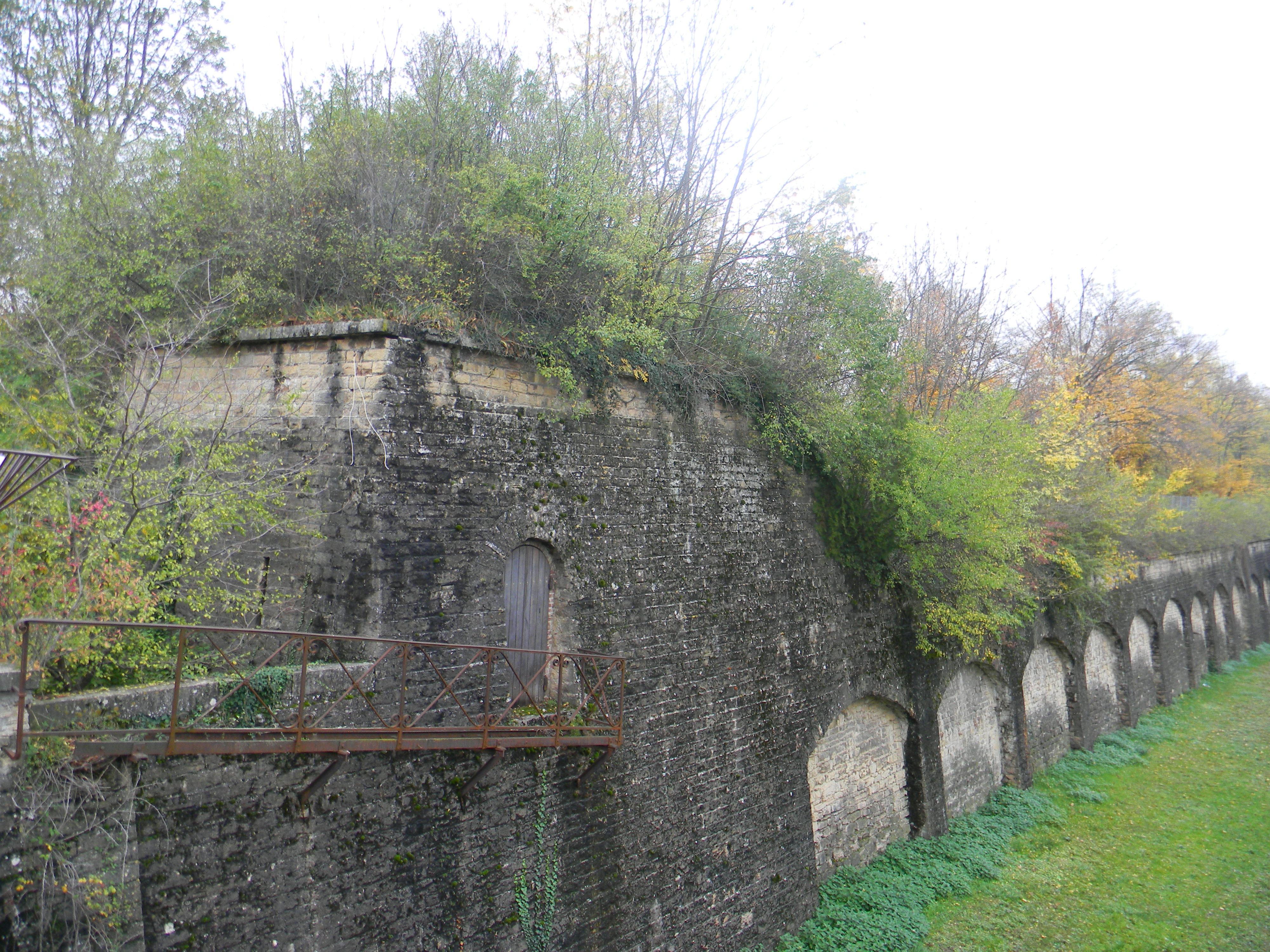
Le ravelin protégeant l'entrée.
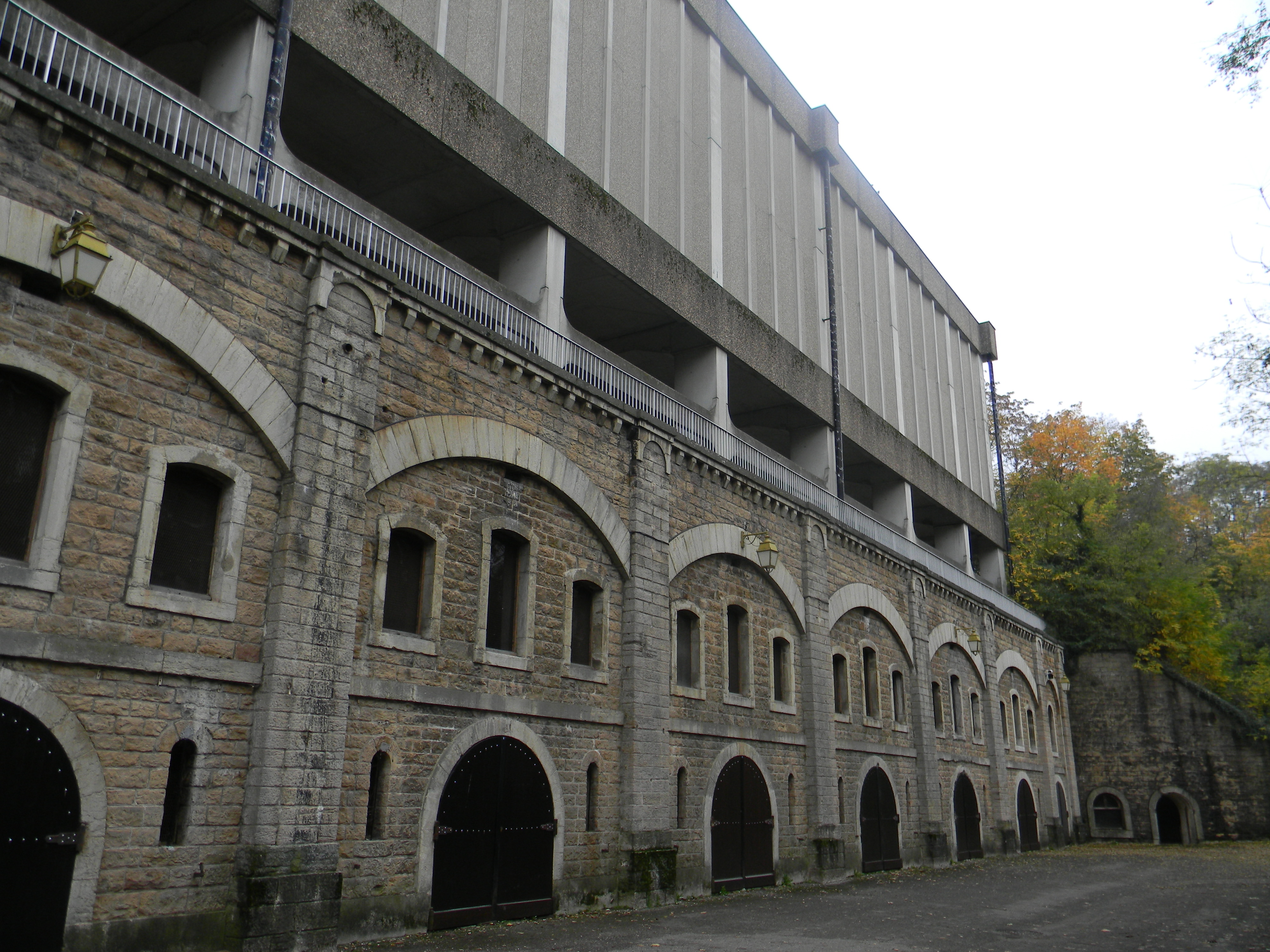
La caserne du parados. Le bâtiment au-dessus est un réservoir d'eau construit ultérieurement.
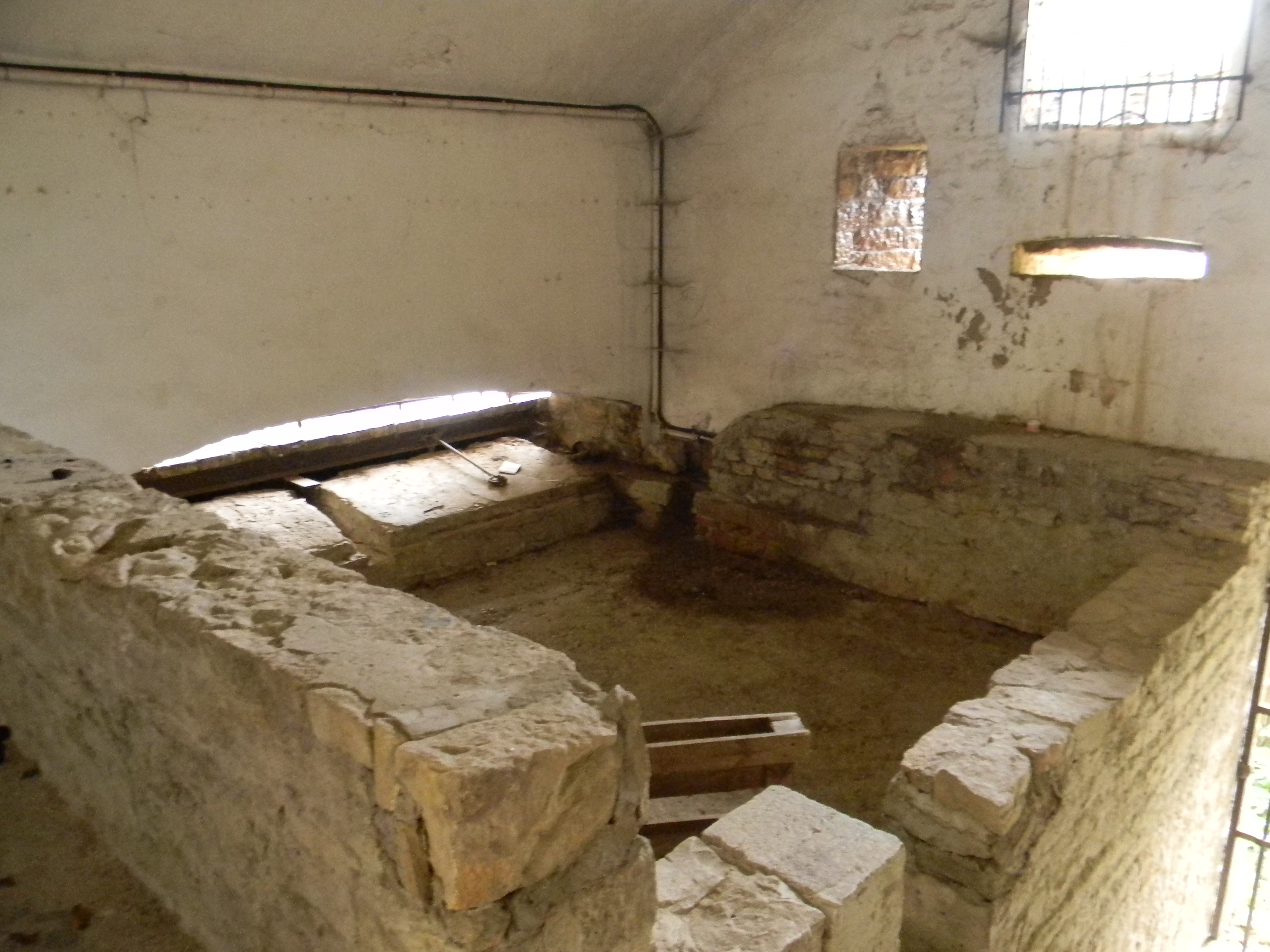
Pièce hébergeant le pont lorsqu'il est retiré.
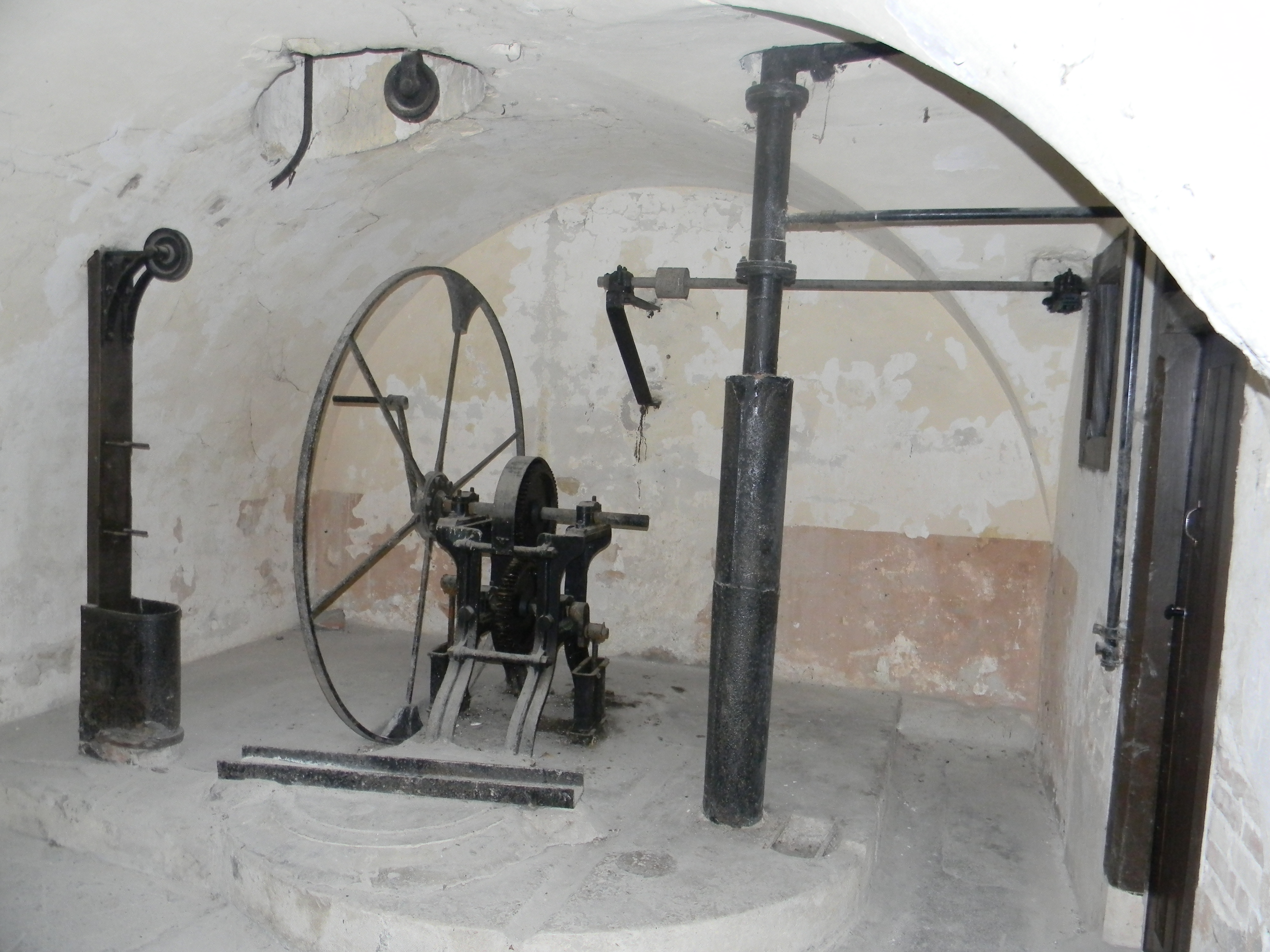
La pompe à eau.

### Rôle
L'établissement d'un tel fort permettait de protéger la ville de Lyon d'attaques ennemies venant de l'est. Dominant la plaine alentour, il couvrait Décines, Chassieu et Saint-Priest.

### Emplacement
Le fort est situé à une distance de tir jusqu'à Lyon de canon d'époque (soit 7 à 8 km), à 212 mètres d'altitude, sur une colline de Bron.

### Composition
Cet ouvrage de forme polygonale est entouré d'un fossé circulaire profond de 6 à 8 mètres par 12 à 14 mètres de largeur, ce dernier étant défendu par les caponnières.
Les différents bâtiments (certains étant enfouis sous une masse de terre) qui le composent occupent 1 500 m2, pouvant héberger 841 hommes en cas de guerre.
Le pont permettant l'accès à l'entrée arrière du fort est particulier: il est escamotable latéralement, glissant sur des rouleaux d'acier.

### Terrain et zones
Un jugement d'expropriation datant du 10 juin 1874 libère 24 ha 21 a 19 ca pour la construction du fort. Comme les autres forts, le terrain militaire était délimité par des bornes de pierre implantées autour de celui-ci, portant sur leur chapeau une gravure indiquant la direction de la borne suivante.

### Armement
Le fort, pouvant atteindre des cibles placées à 6 km (portée accrue à 8 km en 1880 grâce aux canons de Bange), était équipé de :
- 17 canons sur le cavalier,
- 13 canons sur l'enceinte basse,
- 10 canons légers pour la défense des fossés,
- 5 mortiers,

soit un total de 45 pièces d'artillerie.

### Garnison et logement
841 hommes peuplent le fort en temps de guerre :
- 1 commandant du fort,
- 17 officiers,
- 39 sous-officiers,
- 784 soldats.

Une dizaine de chevaux est aussi présente sur place.
Les officiers et les sous-officiers logent dans la caserne du parados, à l'étage. Le reste des hommes occupe le premier étage de la caserne du cavalier, à raison de 56 soldats par chambrée.
Le fort est aussi équipé de deux cuisines, une boulangerie, un puits, une citerne des latrines, une forge et des magasins.
- La boulangerie nécessite 69 400 kg de farine en réserve.
- Une pompe puise l'eau potable à 37 mètres dans la nappe phréatique à raison de 50 m3 par jour, alimentant aussi une citerne contenant 13 m3. Celle-ci est destinée à fournir de l'eau en cas de défaillance de la pompe pendant trois jours.
- L'éclairage est effectué par des lampes à pétrole, bougies et puits de lumière.

Des locaux disciplinaires sont aussi placés au centre du fort, comportant une salle de garde et quatre cellules.

## Construction
Ordre est donné le 8 mai 1874 par le général de Cissey, du ministère de la Guerre, de commencer la construction du fort de Bron. Les travaux sont effectués par l'entrepreneur Jean Claret.
La pierre taillée provient des Monts d'Or et des carrières de Trept.
Le chantier commença dès 1875 jusqu'en 1877, pour un coût total de 3 014 578 francs :
- 760 000 francs en 1875,
- 1 230 000 francs en 1876,
- 745 000 francs en 1877,
- 19 000 francs en 1878,
- 260 578 francs pour les frais d'acquisition.

## Aujourd'hui
Le Grand Lyon achète le fort en 1975 pour y construire deux réservoirs d'eau, occupant 50 % de la surface construite du fort et 300 m du fossé sud en tant que déversoir de sécurité. Le 23 septembre 1976, lors de la Commission extra-municipale d'urbanisme (CEMU), la COURLY propose de transformer les fossés à l’abandon en décharge publique pour les gravats, projet finalement avorté. L'armée conservait toujours 6 hectares de bois (incluant une partie des fossés et le fossé diamant) pour y construire une extension de l'École du service de santé des armées de Lyon-Bron. Plusieurs tentatives de négociation avec l'armée pour conserver l'intégralité du fort intacte échouant, un accord est signé entre le maire de Bron André Sousi et le Premier ministre Raymond Barre, proposant l'achat du terrain litigieux (9 878 m2) par la commune au prix de 10 francs le m², soient 98 780 francs.
L'achat ainsi effectué permet l'implantation en 1983 d'un parcours de santé autour du fort.
Le fort de Bron accueille tous les deux ans une manifestation théâtrale : la Biennale du Fort de Bron ; durant deux mois, une troupe de théâtre prend possession des lieux. En 2009, L'Odyssée d'Homère a attiré près de 17 000 spectateurs, 15 000 en 2011. La manifestation est toutefois supprimée en 2015.
Le fort de Bron est géré par une association, l'Association du Fort de Bron, créée le 25 mars 1982, qui organise des visites gratuites le premier dimanche de chaque mois. Elle participe aussi aux Journées du patrimoine et organise une grande exposition artisanale début octobre. Un musée y a également été aménagé.
Le musée de la Société Lyonnaise d'Histoire de l'Aviation et de Documentation Aéronautique est installé sur trois pièces de la caserne de parados.
Le fort sert aussi de lieu de tournage pour des clips vidéos, scènes de films ou interviews. Le téléfilm La porte du ciel de Denys Granier-Deferre, diffusé en 1993 et Sous bonne garde, le téléfilm de Luc Béraud diffusé en 2002 et les courts-métrages Mascarade de Nicolas Brossette diffusé en 2007 et Les décarquilleurs de Jean-Paul Lebesson, scène de la prison du roi Arthur de "Kaamelott : Premier Volet" d'Alexandre Astier sorti en 2021 ont été en partie tournés au fort .